# Poker Night 2
Poker Night 2 es un videojuego de póquer desarrollado por Telltale Games. Es la secuela de Poker Night at The Inventory y, como su predecesor, presenta caracteres de franquicias diferentes. El juego fue publicado por Steam, PlayStation Network y Xbox Live Arcade en abril de 2013, mientras que la versión de iOS se publicó un mes después.

## Jugabilidad
Al igual que el juego original, Poker Night 2 es un juego sobre póquer en la cual el jugador se enfrenta a cuatro NPC basados en diferentes franquicias. Cada jugador empieza con la misma cantidad de fichas (dinero virtual) y trata de eliminar a sus oponentes. Además de Texas hold'em el juego incluye la modalidad de Omaha hold 'em.
Los cuatro NPC son Sam de Sam & Max, Brock Samson de The Venture Bros, Ash Williams de Evil Dead, y Claptrap de Borderlands.
GLaDOS de Portal cumple la función de dealer. Reginald Van Winslow de Tales of Monkey Island cumple la función de anfitrión.

## Desarrollo
La primera versión del juego fue desarrollada por Telltale durante un espacio en su programa de desarrollo, y fue considerado exitoso por Steve Allison, vicepresidente de publicaciones en Telltale, quien decidió continuar con la serie.

## Marketing
Telltale publicó un sitio web (www.thekeyparty.com) durante 2013 para promover el juego, con un nuevo NPC anunciado entre el 25 de marzo hasta 1 de abril.

## Recepción
Anthony Gallegos de IGN le dio al juego un 7.5 de 10.